# 京都市立粟田小学校
京都市立粟田小学校（きょうとしりつ あわたしょうがっこう）は、京都府京都市東山区粟田口三条坊町にあった公立小学校。現在は他学校と統合され、京都市立開睛小中学校となっている。

## 概要
校区の中央に国道1号がある。1869年（明治2年）9月21日に「下京二十五番組小学校」として開校し、その後数度の改称を経て京都市立粟田小学校となった。2003年（平成15年）に統合のため閉校となった。

## 沿革
- 明治2年　下京第二十五番組小学校として開校
- 明治14年　「小学校校則綱領」発布。小学校は初等科3年、中等科3年、高等科2年となる
- 明治19年　「小学校令」を制定。尋常4年、高等4年とし、尋常小学期間が義務教育となる
- 明治20年　下京第二八尋常小学校と改称
- 明治25年　粟田尋常小学校と改称
- 明治37年　「粟田尋常高等小学校」と改称
- 明治41年　「粟田尋常小学校」と改称　「小学校令」改正により義務教育年間が6年に延長される
- 昭和16年　京都市粟田国民学校と改称
- 昭和22年　京都市立粟田小学校と改称「教育基本法」「学校基本法」施行　義務教育は小学校6年、中学校3年の9年に延長される

- 昭和44年　創立100周年
- 平成元年　粟田自然観察園新設
- 平成11年　創立130周年
- 平成16年　3月24日　粟田小学校閉校式
- 平成16年　3月31日　創立135周年をもって閉校。有済小学校と統合し、白川小学校として開校
- 平成23年　東山区北部7小・中学校が統合して東山開睛館

## 周辺
- 粟田神社
- 白川
- 大将軍神社
- 古川町商店街